# 6385 Martindavid
6385 Martindavid eller 1989 EC2 är en asteroid i huvudbältet som upptäcktes den 5 mars 1989 av den tjeckiske astronomen Antonín Mrkos vid Kleť-observatoriet i Tjeckien. Den är uppkallad efter den tjeckiske astronomen Martin Alois David.
Asteroiden har en diameter på ungefär 13 kilometer och den tillhör asteroidgruppen Hygiea.